# América Móvil
América Móvil este o companie mexicană cu sediul în Mexico City. Compania este cel mai mare operator de telefonie mobilă din America Latină, pe locul 5 în lume ca număr de utilizatori, după China Mobile, Vodafone, Telefónica / Movistar / O2 și China Unicom.. América Móvil este enumerată în Índice de Precios y Cotizaciones (IPC) la Bolsa Mexicana de Valores.
Președintele companiei este Carlos Slim Helú. Compania are în jur de 41.000 de angajați (din 2007). Compania are 245 969 000 de clienți de telefonie mobilă (ca. din 31 martie 2012).
Compania este activă în următoarele țări din America Latină:

America Centrală: Mexic , Guatemala, El Salvador, Honduras, Nicaragua, Panama, Republica Dominicană, Jamaica, Puerto Rico

America de Sud: Columbia , Ecuador, Peru, Brazilia , Chile, Paraguay, Uruguay, Argentina.
În august 2007, operatorul de telefonie mobilă jamaican a obținut Oceanic Digital. [3] În 2010 América Móvil a intrat în concernul de telecomunicații olandez KPN, a cumpărat mai departe, în iunie 2012, deținea deja 29,8% din acțiuni., În august 2013 América Móvil încearcă să preia întregul grup olandez.
De asemenea, compania austriacă Telekom Austria, este o parte a companiei mexicane din 2012,, actiunile sale au crescut în martie 2013 până la 23.7%, fiind al doilea cel mai mare acționar.